# Patrick Gaillard
Patrick Gaillard, francoski dirkač Formule 1, * 12. februar 1952, Pariz, Francija.
V Formuli 1 je z dirkalnikom Ensign N179 nastopil na petih dirkah v sezoni 1979, ko se mu trikrat ni uspelo kvalificirati na dirko, enkrat je odstopil, na dirki za Veliko nagrado Velike Britanije pa je dosegel trinajsto mesto.

## Popolni rezultati Formule 1
(legenda) (odebeljene dirke pomenijo najboljši štartni položaj, poševne pa najhitrejši krog, †-uvrščen kljub odstopu)
| Leto | Moštvo      | Šasija      | Motor       | 1   | 2   | 3   | 4    | 5   | 6   | 7   | 8       | 9     | 10      | 11      | 12      | 13  | 14  | 15  | Prv | Toč |
| ---- | ----------- | ----------- | ----------- | --- | --- | --- | ---- | --- | --- | --- | ------- | ----- | ------- | ------- | ------- | --- | --- | --- | --- | --- |
| 1979 | Team Ensign | Ensign N179 | Cosworth V8 | ARG | BRA | JAR | ZZDA | ŠPA | BEL | MON | FRA DNQ | VB 13 | NEM DNQ | AVT Ret | NIZ DNQ | ITA | KAN | ZDA | -   | 0   |